# Пинчирито (Терамо)
Пинчирито (итал. Pincirito) је насеље у Италији у округу Терамо, региону Абруцо.
Према процени из 2011. у насељу је живело 24 становника. Насеље се налази на надморској висини од 233 м.